# سیستم تولید با قابلیت پیکربندی مجدد
یک سیستم تولید با قابلیت پیکربندی مجدد ( RMS ) سیستمی است که در ابتدا، برای تغییر سریع در ساختار و همچنین اجزای سخت‌افزاری و نرم‌افزاری آن طراحی شده‌است تا به سرعت ظرفیت تولید و عملکرد خود را در یک خانواده قطعه در پاسخ به تغییرات ناگهانی بازار و تغییرات ذاتی سیستم تنظیم کند.
یورام کورن از سال 1996 تا 2007 کمک مالی NSF به مبلغ 32.5 میلیون دلار  را برای توسعه پایگاه علمی RMS و ابزارهای نرم‌افزاری و سخت‌افزاری آن که در کارخانه های خودروسازی، هوافضا و موتور پیاده سازی شدند، دریافت کرد.

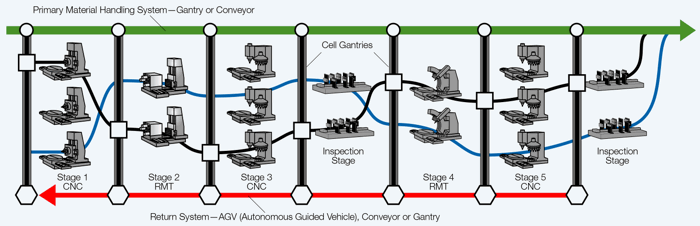
نمودار شماتیک از RMS کورن که توسط راد هیل کشیده شده‌است.

اصطلاح پیکربندی مجدد در تولید احتمالاً توسط کوسیاک و لی ابداع شده است.
RMS و همچنین یکی از اجزای آن - ماشین ابزار قابل پیکربندی مجدد (RMT) - در سال 1998 و در مرکز تحقیقات مهندسی برای سیستم‌های ساخت قابل پیکربندی مجدد (ERC/RMS) در کالج مهندسی دانشگاه میشیگان اختراع شد. هدف RMS با این جمله خلاصه می‌شود: "دقیقاً ظرفیت و عملکرد مورد نیاز، دقیقاً در صورت نیاز".
سیستم‌های تولید با قابلیت پیکربندی مجدد ایده‌آل دارای شش ویژگی اصلی RMS هستند: ماژولار بودن، یکپارچگی، انعطاف‌پذیری سفارشی، مقیاس‌پذیری، تبدیل‌پذیری و تشخیص‌پذیری. یک RMS معمولی لزوماً همه این ویژگی‌ها را ندارد بلکه چندین مورد از این ویژگی‌ها را دارا است. با داشتن این ویژگی‌ها، RMS سرعت پاسخگویی سیستم‌های تولیدی به رویدادهای پیش‌بینی نشده، مانند تغییرات ناگهانی تقاضای بازار یا مشکلات غیرمنتظره ماشین را افزایش می‌دهد. . RMS راه اندازی سریع تولید محصولات جدید را تسهیل می‌کند و امکان تنظیم مقادیر تولید را، که ممکن است به طور غیرمنتظره‌ای متفاوت باشد، فراهم می‌کند. سیستم قابل پیکربندی مجدد ایده‌آل دقیقاً عملکرد و ظرفیت تولید مورد نیاز را فراهم می‌کند و می‌تواند کاملاً در صورت نیاز از نظر اقتصادی تنظیم شود. این سیستم ها بر اساس اصول Yoram Koren RMS طراحی می‌شوند و کار می‌کنند.
اجزای RMS ماشین‌های CNC، ماشین‌ابزارهای قابل تنظیم مجدد،   ماشین‌های بازرسی قابل تنظیم و سیستم‌های حمل و نقل مواد (مانند دروازه‌ها و نوار نقاله‌ها) هستند که ماشین‌ها را برای تشکیل سیستم به هم متصل می‌کنند. ترتیب‌بندی و پیکربندی‌های مختلف این ماشین‌ها بر بهره‌وری سیستم تاثیر می‌گذارند.  مجموعه‌ای از ابزارهای ریاضی، که به عنوان پایه علمی RMS تعریف‌ می‌شوند، ممکن است برای به حداکثر رساندن بهره‌وری سیستم با کمترین تعداد ماشین استفاده شوند.

## منطق RMS
جهانی شدن، چشم‌انداز جدیدی را برای صنعت ایجاد کرده‌است، از جمله رقابت شدید، فرصت‌های کوتاه بازار و تغییرات مکرر در تقاضای محصولات. این تغییر هم تهدید و هم فرصت است. برای استفاده از این فرصت، صنعت باید دارای سیستم های تولیدی باشد که بتواند طیف وسیعی از محصولات را در یک خانواده محصول تولید کند. این محدوده باید نیازهای چندین کشور و فرهنگ‌های مختلف را برآورده کند، نه فقط بازار یک منطقه را. طراحی برای ترکیب مناسب محصولات باید با قابلیت‌های فنی همراه باشد که امکان تغییر سریع ترکیب محصول و مقادیری را که ممکن است حتی به صورت ماهانه به طور چشمگیری متفاوت باشد، فراهم کند. سیستم‌های تولیدی قابل پیکربندی مجدد این قابلیت‌ها را دارند.

## معماری و عملیات سیستم RMS
معماری سیستم یک RMS معمولی در زیر نشان داده شده‌است.

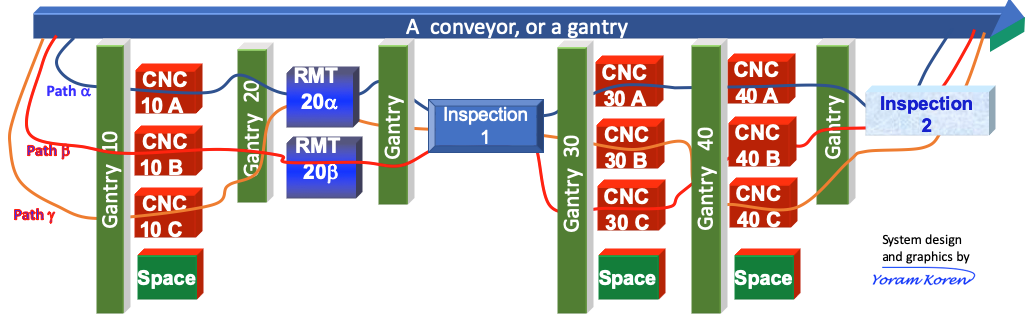
معماری سیستم تولید قابل پیکربندی مجدد توسط Y. Koren

این سیستم از مراحل 10، 20، 30، 40 و غیره تشکیل شده‌است. هر مرحله از ماشین‌های یکسان مانند ماشین‌های فرز CNC یا ماشین‌های RMT تشکیل شده‌است. این سیستم یک محصول تولید می‌کند، به عنوان مثال، یک بلوک موتور خودرو یا یک سرسیلندر. محصول تولیدشده روی نوار نقاله افقی حرکت می‌کند. سپس Gantry-10 محصول را گرفته و آن را به یکی از CNC-10 ها می‌رساند. هنگامی که CNC-10 پردازش را به پایان می‌رساند، Gantry-10 آن را به نوار نقاله برمی‌گرداند. نوار نقاله محصول را به Gantry-20 منتقل می‌کند که محصول را گرفته و روی RMT-20 بار می‌کند و غیره. ماشین های بازرسی در چند مرحله و در انتهای سیستم ساخت قرار می‌گیرند.
RMS به عنوان "سیستمی طراحی شده برای تغییرات سریع در ساختار خود" تعریف می‌شود. در عمل این ویژگی با طراحی یک فضای باز با دسترسی به دروازه در هر مرحله اجرا می‌شود. این فضاها با اضافه کردن ماشین آلات در این فضاها، امکان تطبیق سریع تقاضای بازار را افزایش می‌دهند که باعث افزایش نرخ تولید برای مطابقت با تقاضا می‌شود.
محصول ممکن است در طول تولید خود در بسیاری از مسیرهای تولید حرکت کند. سه مسیر در شکل نشان داده شده‌است. اگرچه ماشین‌های CNC در هر مرحله یکسان هستند، اما در عمل تغییرات کوچکی در دقت این ماشین‌های یکسان وجود دارد که باعث ایجاد خطاهای انباشته در محصول تولید‌شده می‌شود. بزرگی خطا بستگی به مسیری دارد که محصول در آن حرکت کرده‌است. هر مسیر "جریان تغییرات" خود را دارد (اصطلاحی که توسط Y. Koren ابداع شده‌است).

## ویژگی های RMS
سیستم‌های تولید با قابلیت پیکربندی مجدد ایده‌آل دارای شش ویژگی اصلی هستند: ماژولار بودن، یکپارچگی، انعطاف‌پذیری سفارشی، مقیاس‌پذیری، تبدیل‌پذیری و تشخیص‌پذیری.  این ویژگی‌ها که توسط پروفسور یورام کورن در سال 1995 معرفی شدند، در طراحی کل سیستم‌های تولید و همچنین برای برخی از اجزای آن اعمال می‌شوند: ماشین‌های قابل پیکربندی مجدد، کنترل‌کننده‌های آنها و نرم‌افزار کنترل سیستم.
ماژولار بودن به ماژول‌هایی گفته می‌شود که سیستم های تولیدی قابل پیکربندی مجدد از آن تشکیل شده‌اند. در سطح سیستم، ماشین‌ها ماژول هستند. در سطح ماشین، محورهای حرکت ماژول هستند. کنترل سیستم ممکن است از ماژول‌های کنترلی تشکیل شده‌باشد. نگهداری و به‌روز رسانی ماژول ها آسان‌تر است.
یکپارچگی توانایی ادغام سریع ماژول‌ها توسط رابط‌های مکانیکی، اطلاعاتی و کنترلی است که یکپارچه‌سازی و ارتباط ماژول‌ها را ممکن می‌سازد. در سطح سیستم، ماشین‌ها ماژول‌هایی هستند که از طریق سیستم‌های حمل و نقل مواد (مانند نوار نقاله و دروازه‌ها) یکپارچه می‌شوند تا یک سیستم تولید قابل پیکربندی مجدد را تشکیل دهند.
سفارشی‌سازی امکان طراحی انعطاف‌پذیری سیستم را فقط در اطراف یک خانواده محصول فراهم می‌کند و در نتیجه انعطاف‌پذیری سفارشی‌شده را برخلاف انعطاف‌پذیری عمومی FMS به دست می‌آورد. سفارشی سازی امکان کاهش هزینه سرمایه گذاری را بدون به خطر انداختن عملکرد فراهم می‌کند.
تبدیل پذیری توانایی تغییر آسان عملکرد سیستم ها، ماشین ها یا کنترل های موجود برای مطابقت با نیازهای تولید جدید می‌باشد. برای مثال‌ تغییر یک ماشین در سیستم به نوع دیگری از ماشین برای پاسخ به یک عملکرد مورد نیاز جدید، یا تغییر دوک‌ها در ماشین فرز (مثلاً از دوک با سرعت بالا با گشتاور کم برای آلومینیوم به دوک با سرعت پایین با گشتاور بالا برای تیتانیوم).
مقیاس پذیری توانایی تغییر آسان ظرفیت تولید با افزودن (یا کاهش) منابع تولید است. مقیاس پذیری یک سیستم تولیدی، با افزودن ماشین آلات برای افزایش نرخ تولید سیستم برای مطابقت با رشد ناگهانی بازار افزایش می یابد. افزودن ماشین‌ها مستلزم افزایش دسترسی به دروازه‌های ایستگاه است.
تشخیص‌پذیری توانایی شناسایی و تشخیص خودکار منبع کیفیت یا نقص‌های دقیق محصول تولیدی است. این تشخیص خودکار امکان تصحیح سریع عیوب را فراهم می کند. RMS باید با ماشین‌های بازرسی محصول تعبیه‌شده در مکان‌های بهینه در سیستم طراحی شود.

## RMS و FMS
سیستم های تولید قابل پیکربندی (RMS) و سیستم های تولید انعطاف پذیر (FMS) اهداف متفاوتی دارند. هدف FMS افزایش تنوع قطعات تولیدشده است. هدف RMS افزایش سرعت پاسخگویی به تغییرات بازار و تقاضای مشتری است. RMS نیز انعطاف‌پذیر است، اما فقط تا حدی محدود - انعطاف‌پذیری آن فقط به آن چیزی که برای تولید یک خانواده جزئی ضروری است، محدود می‌شود. این "انعطاف پذیری سفارشی" یا ویژگی سفارشی‌سازی است، که انعطاف پذیری عمومی FMS نیست. انعطاف پذیری سفارشی نرخ تولید بالاتر را امکان پذیر میکند. دیگر مزایای مهم RMS مقیاس‌پذیری سریع به حجم مورد نظر و قابلیت تبدیل است که با هزینه معقول برای تولید کنندگان به دست می‌آید. بهترین کاربرد FMS در تولید مجموعه‌های کوچکی از محصولات یافت می‌شود [به ویکی پدیا مراجعه کنید].